# استعمار اروپا در جنوب شرقی آسیا

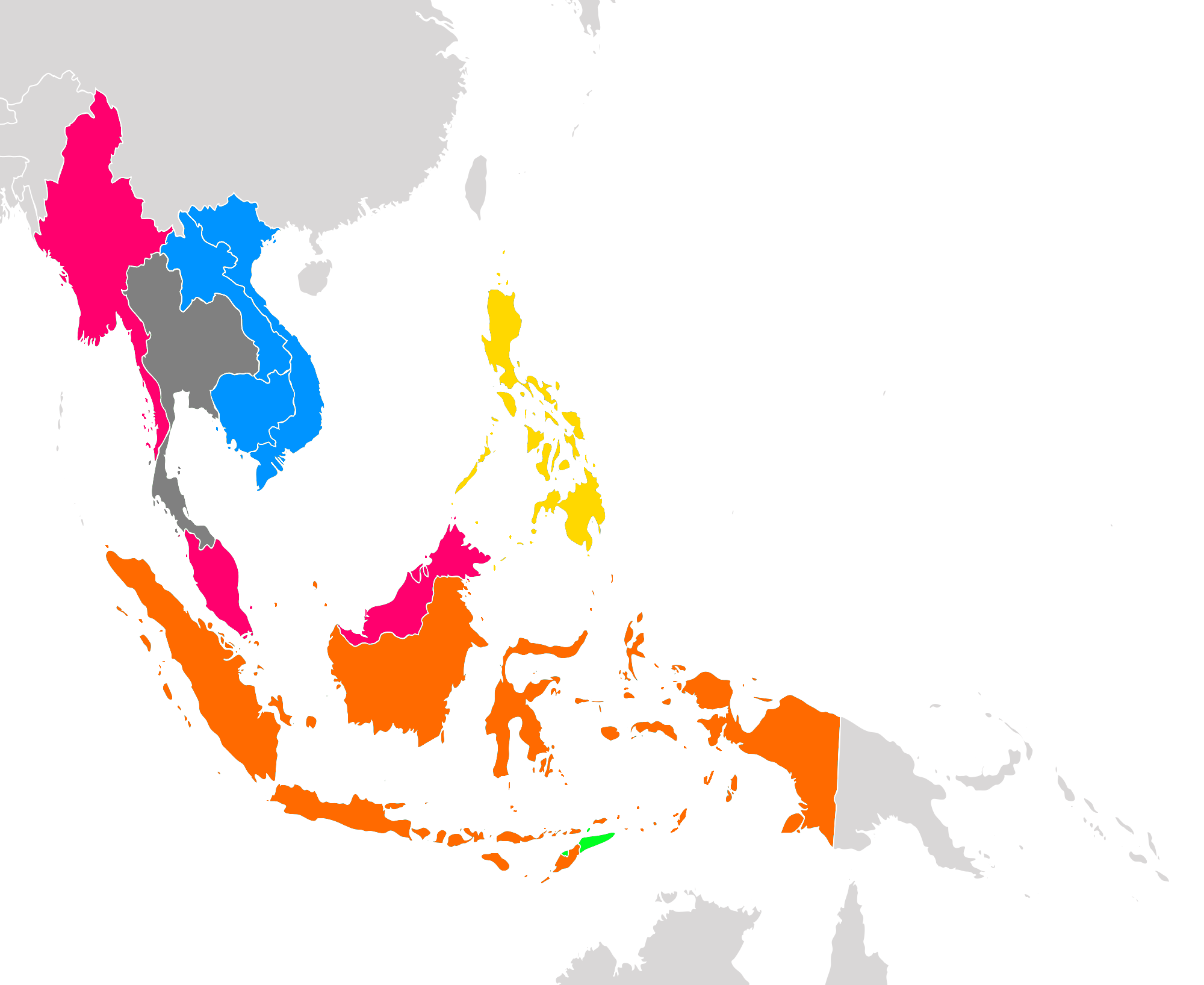
استعمار اروپا در جنوب شرقی آسیا

استعمار اروپا در جنوب شرقی آسیا (انگلیسی: European colonisation of Southeast Asia) در طول قرن‌های ۱۶ و ۱۷ پس از ورود امپراتوری پرتغال، امپراتوری اسپانیا، امپراتوری هلند و بعداً تاریخ استعمارگری فرانسه و امپراتوری بریتانیا اتفاق افتاد.

## فهرست مستعمرات اروپا
- حکومت بریتانیا در برمه (۱۸۲۴–۱۹۴۸، توسط انگلیس از ۱۸۸۶ تا ۱۹۳۷ با هند ادغام شد)
- هندوچین فرانسه (۱۸۸۷–۱۹۵۳، اکنون کشورهای ویتنام، کامبوج و لائوس)، از جمله:

* استعمار لائوس (۱۸۹۳–۱۹۵۳)
* کامبوج تحت‌الحمایه فرانسه (۱۸۶۳–۱۹۵۳)
* آنام (اکنون ویتنام) (۱۸۸۳–۱۹۵۳)
- شبه جزیره مالایا (اکنون بخشی از مالایا و سنگاپور):

ملاکای امپراتوری پرتغال (۱۵۱۱–۱۶۴۱)
ملاکای هلند (۱۶۴۱–۱۸۲۴)
* شهرک‌های تنگه (۱۸۲۶–۱۹۴۶)
* پنانگ - مستعمره انگلیس (۱۷۸۶–۱۹۵۷)
* سنگاپور - مستعمره انگلیس (۱۸۱۹–۱۹۶۳)
* ایالت ملاکا - مستعمره انگلیس (۱۸۲۴–۱۹۵۷)
* ایالات فدرال مالایا (۱۸۹۵–۱۹۴۶)
* پراک - حراست انگلیس (۱۸۷۴–۱۹۵۷)
* سلانگور - حامی انگلیس (۱۸۷۴–۱۹۵۷)
* نگاری سمبیلان - حراست انگلیس (۱۸۹۵–۱۹۵۷)
* سرمبان - حامی انگلیس (۱۸۷۴–۱۹۵۷)
* بخش رمبائو - حامی انگلیس (۱۸۸۳–۱۹۵۷)
* بخش جلبو - حامی انگلیس (۱۸۸۶–۱۹۵۷)
* سری منانتی - حامی انگلیس (۱۸۸۹–۱۹۵۷)
* پاهانگ - حامی انگلیس (۱۸۸۸–۱۹۵۷)
* کشورهای مالایای فدرال نشده (۱۸۸۵–۱۹۴۶)
* پرلیس - تحت‌الحمایه انگلیس (۱۹۰۹–۱۹۴۶)
* کداح - حامی انگلیس (۱۹۰۹–۱۹۴۶)
* کلانتان - حامی انگلیس (۱۹۰۹–۱۹۴۶)
* ترنگانو - حامی انگلیس (۱۹۰۹–۱۹۴۶)
* جوهور (ایالت) - حراست انگلیس (۱۹۱۴–۱۹۴۶)
- بورنئوی بریتانیا (اکنون بخشی از مالزی و برونئی):

* مستعمره تاج شمال بورنئو - مستعمره انگلیس (۱۹۴۶–۱۹۶۳)
* مستعمره تاج لابوآن - مستعمره انگلیس (۱۸۴۸–۱۹۴۶)
* شمال بورنئو - حامی انگلیس (۱۸۸۸–۱۹۴۶)
* مستعمره تاج ساراواک - مستعمره انگلیس (۱۹۴۶–۱۹۶۳)
* راج ساراواک - حراست انگلیس (۱۸۸۸–۱۹۴۶)
* برونئی - حامی انگلیس (۱۸۸۸–۱۹۸۴)
- فیلیپین:

هند شرقی اسپانیا (۱۵۶۵–۱۸۹۸)
جمهوری اول فیلیپین - اولین جمهوری مشروطه در آسیا که از یک امپراتوری استعماری اروپا مستقل شد.
- تیمور پرتغال (۱۷۰۲–۱۹۷۵، اکنون تیمور شرقی)
- هند شرقی هلند (اکنون اندونزی) - مستعمره هلند از ۱۶۰۲–۱۹۴۹ (شامل گینه نو هلند تا ۱۹۶۲)

### دولت مستقل
- تایلند (تایلند فعلی) - تنها کشور مستقل در جنوب شرق آسیا بود، اما دارای برتری انگلیس در شمال و جنوب و فرانسه در شمال شرقی و شرق بود که فقط پیشنهادهای مختصری بود شباهت زیادی به تقسیم برنامه‌ریزی شده امپراتوریهای چینگ و عثمانی ندارد.